# Carlo Mattrel
Carlo Mattrel (* 14. April 1937 in Turin; † 25. September 1976 in Front) war ein italienischer Fußballtorhüter. Der langjährige Akteur von Juventus Turin nahm mit der Nationalmannschaft seines Heimatlandes an der Fußball-Weltmeisterschaft 1962 in Chile teil.

## Karriere

### Vereinskarriere
Carlo Mattrel wurde am 14. April 1937 im norditalienischen Turin geboren und begann mit dem Fußballspielen in der Jugend von Juventus. 1955 fand Mattrel Aufnahme in die erste Mannschaft von Juventus. Nachdem er in seinem ersten Jahr ohne Einsatz geblieben war, wurde der junge Keeper für die Saison 1956/57 zum Viertligisten US Anconitana verliehen, wo er zum Stammspieler avancierte und mit 33 von 34 möglichen Ligaspielen einen erheblichen Anteil zum Aufstieg in die Serie C lieferte.
In den folgenden vier Jahren von 1957 bis 1961 machte Mattrel 72 Ligaspiele im Trikot von Juventus. Unter dem jugoslawischen Trainer Ljubiša Broćić verdrängte er gleich in seiner ersten Saison nach der Rückkehr den langjährigen Stammtorhüter Giovanni Viola und Giuseppe Vavassori und gewann die Serie A 1957/58 mit einem Vorsprung von acht Zählern vor dem AC Florenz. Nachdem im Folgejahr der AC Mailand Meister wurde, holte Mattrel seinen zweiten Scudetto als Spieler von Juventus Turin in der Saison 1959/60. In jenem Jahr verwies man erneut die Fiorentina auf Platz zwei, erneut mit acht Punkten Vorsprung. Bereits im Jahr zuvor war man auch in der Coppa Italia erfolgreich gewesen, mit Carlo Mattrel im Tor bezwang die Mannschaft um Spieler wie Giampiero Boniperti, John Charles oder Omar Sívori im Endspiel Inter Mailand mit 4:1. Im Jahr der Meisterschaft von 1960 erreichte Juventus Turin als Titelverteidiger erneut das Endspiel um die Coppa Italia. Gegen den AC Florenz konnte man sich knapp mit 3:2 nach Verlängerung durchsetzen. Das Tor hütete in diesem Endspiel allerdings wieder Vavassori. Generell verlor Carlo Mattrel seine Funktion als erster Torhüter von Juventus Turin nun wieder an Giuseppe Vavassori, der auch in der dritten Meistersaison 1960/61 die deutliche Mehrzahl der Meisterschaftsspiele machte.
Aus diesem Grund wurde Mattrel für die Spielzeit 1961/62 an den Aufsteiger US Palermo verliehen. Mit starken Leistungen hatte er nicht nur einen großen Anteil am souveränen Klassenerhalt der Sizilianer, sondern spielte sich auch in den Kreis der Nationaltorhüter. Danach holte ihn Juventus wieder zurück, wo er erneut nur sporadisch zum Einsatz kam. In den kommenden drei Jahren hütete Mattrel nur 21 Mal in einem Ligaspiel das Tor des heutigen Rekordmeisters. 
Im Sommer 1965 verließ Carlo Mattrel Juventus Turin endgültig und schloss sich dem aufstrebenden sardischen Erstligisten US Cagliari an, wo er zwei Jahre bis 1967 unter Vertrag stand und in dieser Zeit zu 25 Einsätzen im Ligabetrieb kam. Nachdem er auch in Cagliari seinen Stammplatz verloren hatte, wechselte Mattrel 1967 erneut den Arbeitgeber und stand in der Folge noch ein Jahr für SPAL Ferrara im Tor. Doch auch dort kam er nur achtmal im Ligabetrieb zum Einsatz. Im Sommer 1968 beendete Carlo Mattrel seine Spielerkarriere schließlich im Alter von 31 Jahren. Nach acht Jahren im Fußballruhestand verstarb Carlo Mattrel am 25. September 1976 im Krankenhaus von Front im Alter von 39 Jahren an den Folgen eines Autounfalls.

### Nationalmannschaft
Im Jahr 1962 machte Carlo Mattrel insgesamt zwei Länderspiele für die italienische Fußballnationalmannschaft. Von den beiden Nationaltrainern Paolo Mazza und Giovanni Ferrari wurde der Torhüter ins Aufgebot der Südeuropäer für die Fußball-Weltmeisterschaft 1962 in Chile berufen. Als einer von drei Torhütern wurde Mattrel nur im zweiten Gruppenspiel gegen Chile eingesetzt. In der so genannten Schlacht von Santiago musste Mattrel zwei Gegentreffern hinnehmen, während sein chilenischer Gegenüber Misael Escuti ohne Gegentor blieb. Die 0:2-Niederlage gegen den Gastgeber bedeutete das vorzeitige Turnieraus für die Italiener. Im letzten, bedeutungslosen Spiel gegen die Schweiz hütete dann wieder Lorenzo Buffon das italienische Tor.

## Erfolge
- Italienische Meisterschaft: 3×

1957/58, 1959/60 und 1960/61 mit Juventus Turin
- Italienischer Pokalsieg: 3×

1958/59, 1959/60 und 1964/65 mit Juventus Turin
- Alpenpokal: 1×

1963 mit Juventus Turin